# Algirdas af Litauen
Algirdas (hviderussisk: Альгерд, polsk: Olgierd) (* ca. 1296 – † maj 1377) var storfyrste i det middelalderlige Litauen fra 1345 til 1377, der da bestod af det nuværende Litauen og store dele af det nuværende Hviderusland og Ukraine. Med hjælp fra hans bror Kęstutis, der forsvarede den vestlige grænse af fyrstendømmet, skabte han et stort imperium, der strakte sig fra Østersøen til Sortehavet og nåede inden for firs km i Moskva.

## Baggrund
Algirdas var en af Gediminas' syv sønner. Før sin død i 1341 delte Gediminas sine domæner, den yngste søn Jaunutis fik kontrol over hovedstaden Vilnius. Ved hjælp af sin bror Kęstutis tvang Algirdas den uduelige Jaunutis fra magten og erklærede sig selv en Storfyrste i 1345. Hans to og tredive års regeringstid, 1345-1377, var karakteriseret af udvikling og udvidelse af Storfyrstendømmet Litauen. Algirdas formåede at gøre det til en af de største stater i Europa og den største på kontinentet.
To faktorer formodes at have bidraget til at nå dette resultat: Algirdas ekstraordinære politiske visdom og broderens, Kęstutis, livslange hengivenhed. En klar opdeling af deres besiddelser illustreres af det faktum, at Algirdas næsten kun nævnes i østslaviske kilder, mens de vestlige krønikerne næsten kum omtaler Kęstutis. Den Tyske Orden mod nord og Den Gyldne Horde mod syd var lige så opsat på at underkaste sig Litauen, mens Algirdas' østlige og vestlige naboer Storfyrstendømmet Moskva og Piast-slægten i Polen var fjendtlige konkurrenter.

## Udvidelse af Litauen
Algirdas ikke kun lykkedes at sikre sine egene landområder, men skaffede indflydelse og territorium på bekostning af Storfyrstendømmet Moskva og Den Gyldne Horde, og udvidede Storfyrstendømmet Litauen til den nordlige bred af Sortehavet. Algirdas' vigtigste indsats var at sikre de slaviske lande, der havde været en del af det tidligere Kievrige. Han sikrede sig sønen Andrei valgt som prins af Pskov, og et magtfuldt mindretal af borgerne i Republikken Novgorod holdt balancen i hans fordel mod den moskovitiske indflydelse, imidlertid var hans kontrol over i begge disse kommercielle centre i bedste fald usikre.
Algirdas besatte de vigtige fyrstedømmer Smolensk og Brjansk i den vestlige Rusland. Selv om hans forbindelser med storfyrsterne af Moskva generelt var venlige, idet han giftede sig med to ortodokse russiske prinsesser, forhindrede det ham ikke i at belejre Moskva i 1368 og igen i 1372, begge gange forgæves.
En Algirdas' vigtige bedrifter, var hans sejr over tatarerne i Slaget ved det Blå Vand ved Sydlige Bug i 1362. Det resulterede i at den magtfulde horde måtte trække sig tilbage og tvang khanen til at etablere det fremtidige hovedkvarter på Krim.

## Religion og død
Moderne historikere hævder, at "For Gediminas og Algirdas var fastholdelse af hedenskab et nyttigt diplomatisk værktøj og våben ... der tillod dem at bruge løfter om konvertering som et middel til at bevare deres magt og uafhængighed". Ifølge Hermann von Wartberge og Jan Długosz forblev Algirdas hedensk indtil sin død i sommeren 1377. Samtidige byzantinske oplysninger støtter de vestlige kilder: patriarken Neilos beskrev Algirdas som en ild-tilbedende prins; en anden patriark, Philotheos, ekskommunikerede alle ruthenske adelsmænd, der hjalp den ugudelige Algirdas. Algirdas' hedenske tro fremgik også af den byzantinske historikers Nicephorus Gregoras' optegnelser.
Algirdas blev brændt på et ceremonielt bål sammen med 18 heste og mange af hans ejendele i en skov nær Maišiagala sandsynligvis i Kukaveitis skov 54°55′42″N 25°01′04″Ø / 54.92833°N 25.01778°Ø. Hans forventede gravplads har været under arkæologiske undersøgelser siden 2009. Hans efterkommere omfatter blandt andet de adelige familier Troubetzkoys og Czartoryskis og Sanguszkos.
Ortodokse i Ukraine og Hviderusland ser tilbage på Algirdas som en forkæmper for ortodoksi. Bychowiec krøniken fra 1500-tallet og Hustynska krønike fra 1600-tallet hævder, at han konverterede til kristendom på et tidspunkt forud for sit ægteskab med Maria af Vitebsk i 1318. Selv om flere ortodokse kirker faktisk blev bygget i Vilnius i løbet af hans regeringstid, bekræftes påstandene om hans dåb ikke i kilder der stammer fra Algirdas' tid, hvilket får de fleste forskere til at afvise påstandene som falske. Trods de samtidige oplysninger samt moderne undersøgelser, hævder nogle russiske historikere, såsom Batiushikov, at Algirdas havde været en ortodoks hersker.
Ikke desto mindre levede den tvivlsomme tradition om Algirdas' ortodokse konvertering videre. Mindebogen om Petjerskaklostret, signeret af Algirdas' efterkommere, opgav så tidligt som i 1460'erne hans dåbsnavn som "Demetrius". Efterfølgende skriver Wojciech Wijuk Kojałowicz, Macarius I og Volodymyr Antonovych, at Algirdas afgav klosterløfte flere dage før sin død og blev begravet i Domkirken i Vilnius under munkenavnet Alexius.
Anthony, John, og Eustathius af Vilnius, som er glorificeret som martyrer af den russisk-ortodokse kirke, siges at være henrettet på Algirdas befaling.

## Vurdering
Algirdas svingede klogt mellem Moskva og Polen, talte litauisk og blandt andet ruthensk, og var mere tilbøjelige til at følge flertallet af sine hedenske og ortodokse undersåtter, snarere end at fremmedgøre dem ved at fremme Katolicismen, hvorimod hans søn, Jogaila, der besteg den polske trone, konverterede til Katolicismen og grundlagde dynastiet, der regerede Litauen og Polen i næsten 200 år.